# Cá đao răng nhỏ

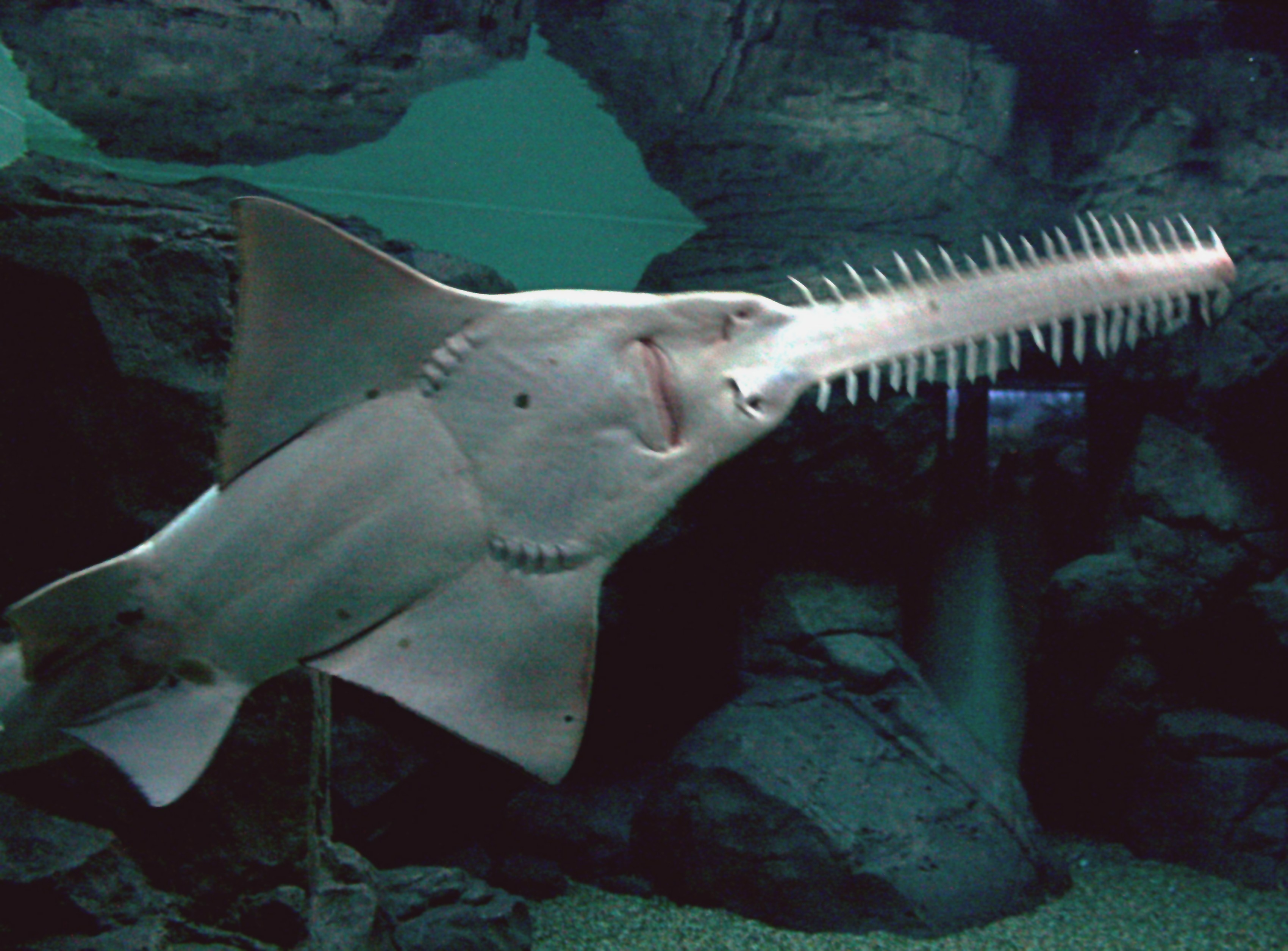

Cá đao răng nhỏ (Pristis microdon), cũng được biết đến như Cá đao Leichhardt hay Cá đao nước ngọt, là một loài cá đao của họ Pristidae, được tìm thấy trong vùng nước nông Ấn Độ-Tây Thái Bình Dương đại dương giữa vĩ độ 11 ° N và 39 ° S. Như những họ hàng của nó, nó cũng đi vào vùng nước ngọt. Loài cực kỳ nguy cấp này đạt chiều dài đến 7 mét (23 ft). Sinh sản là đẻ trứng thai. Bằng chứng gần đây cho thấy P. microdon là đồng nghĩa với P. pristis.